# Šňůry (uniforma)

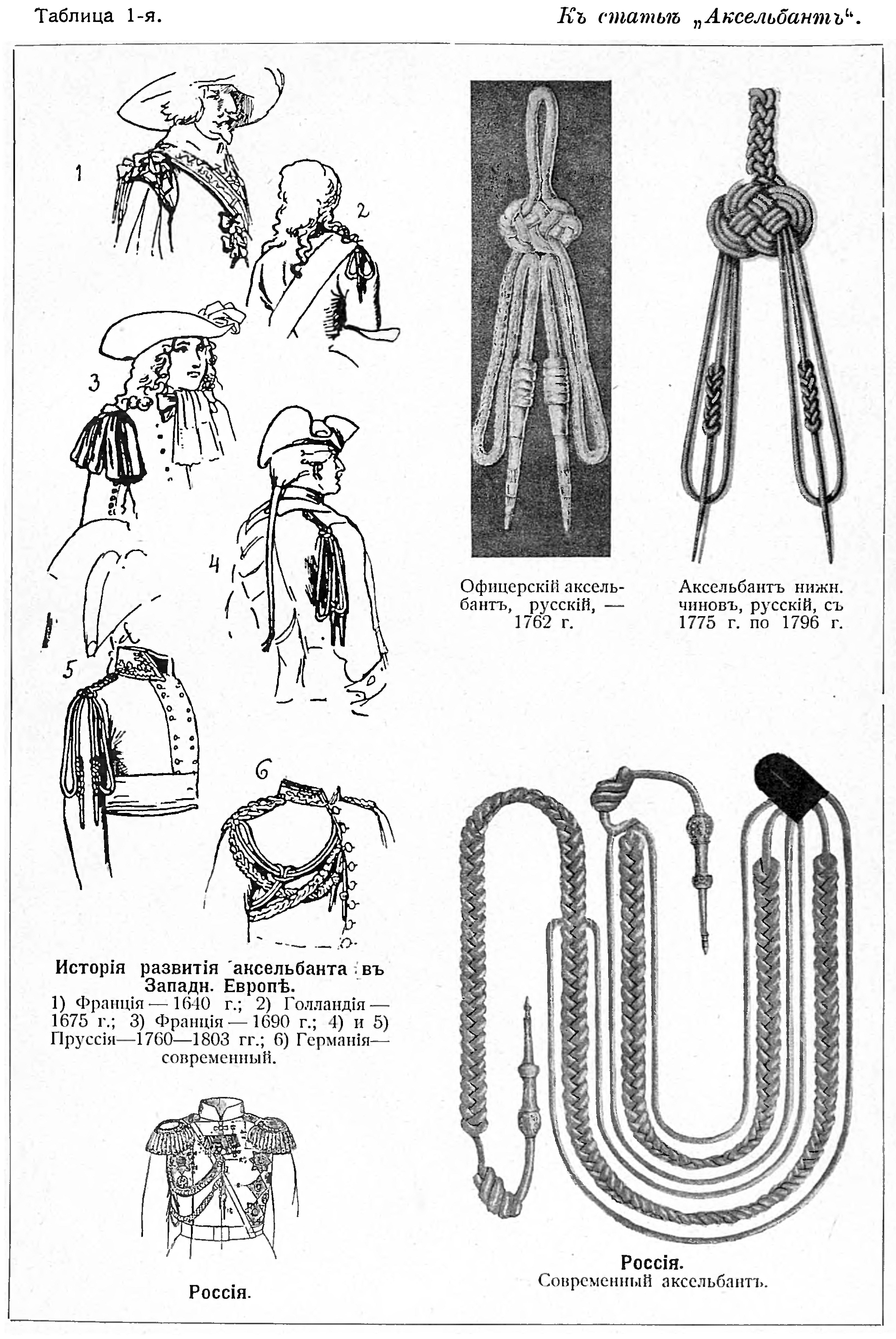
Jedna z ilustrací k heslu Akselbant v ruském Vojenském slovníku z let 1911—1915

Šňůry jsou ozdobné tkanice s kovovými koncovkami, dále obvykle splétané ve větší pletence. Nitě tkanic bývají často proplétány kovovými drátky. Jde o výrazné ramenní znakové rozlišení, obvykle zlaté anebo stříbrné, nebo jinak barevné.
Připojují se na pravou, méně často levou, stranu uniformy (kabátu, saka nebo i košile) pod ramenním popruhem nebo nárameníkem. Patří k uniformám, především vojenským, ale lze je spatřit i u civilního oblečení inspirovaného vojenskými vzory.

## Dějiny
Šňůry se poprvé objevily v ozbrojených silách v západní Evropě v polovině 17. století. Existuje několik verzí původu a účelu šňůr. Podle jednoho z nich je šňůra tkanice určená k měření a špičky jsou tužky. Podle jiné verze se šňůry objevily během boje Nizozemska proti Španělsku za nezávislost a znamenaly, že rebelové byli připraveni zemřít na oprátce, kterou nosili na znamení pohrdání zotročiteli. Existuje také verze považující za předchůdce šňůr zápalnici k doutnákovému zámku stočenou přes rameno, kterou nosili střelci vyzbrojeni mušketou. Nejpravděpodobnější verzí je, že šňůry pocházejí z pletených tkanic, kterými středověcí rytíři připevňovali prvky rytířského brnění (pravou výztuhu, loketní díl a ramenní vycpávku) k oblečení pod ním. Na levé straně takový prvek chyběl, protože levá ruka byla obvykle zakryta štítem.
V ozbrojených silách řady zemí jsou šňůry součástí slavnostní vojenské uniformy a odznaků příslušníků armády.

## Užití v armádách

### Izrael
V izraelské armádě nosí šňůry většinou instruktoři. Barevné rozlišení má následující význam:

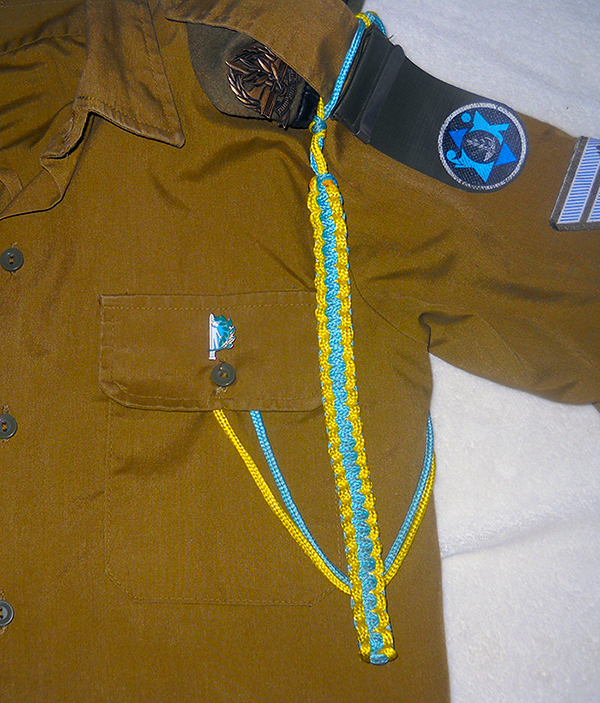
Šňůry na uniformě izraelského vojáka

- zelená a bílá — vojenští zpravodajští instruktoři
- černá — výcvikový personál a instruktoři námořnictva
- modrá a červená — vojenská policie
- červená (pravá strana) — hudba
- červená (levá strana) — starší instruktoři námořnictva
- fialová — právní služby
- modrá a bílá — poddůstojníci jednotky
- bílá — stráž
- šedá — vzdělávací instruktoři
- zelená — všeobecní instruktoři
- hnědá —  vyšetřovatelé
- zlatá — dozorčí poddůstojníci
- oranžová a světle modrá — pátrací a záchranné jednotky
- oranžová a černá — ženisté
- žlutá a černá — instruktoři ZHN
- světle modrá — instruktoři řidičů terénních vozidel
- světle modrá a zelená — instruktoři řidičů terénních vozidel
- světle modrá a žlutá — vojenská správa
- světle modrá & fialová — mobilizace rezerv
- zelená a červená — instruktoři civilního ochrany
- zlatavá — vojenští přidělenci

### Ruská federace
V ruských ozbrojených silách jsou šňůry součástí uniformy čestné stráže a přehlídkových uniforem: praporčíci nosí jednoduché stříbrné šňůry, nižší důstojnici nosí jednoduché zlaté šňůry, vyšší důstojníci nosí dvojité zlaté šňůry. 
Lze se zde setkat i s tím, že šňůry nosí i demobilizovaní vojáci.

### Spojené království
Britské ozbrojené síly nosí čtyři typy šňůr:
- Šňůry 1. třídy mají vetkávané zlaté lanko a nosí je na pravém rameni mimo jiné admirálové loďstva, polní maršálové a maršálové RAF, čestní lékaři, čestní kaplani, čestní chirurgové, pobočníci panovníka, podkoní členů královské rodiny a důstojníci a praporčíci dvorní jízdy.
- Šňůry 2. třídy jsou zlatavé a tmavě modré, rudé nebo světle modré v závislosti na tom, zda je nosí důstojníci královského námořnictva, armády nebo RAF. Nosí je na pravém rameni mimo jiné vojenští členové rady obrany a všichni radové a nejbližší personál guvernérů . Zjednodušenou verzi nosí na levém rameni příslušníci dvorní jízdy,
- Šňůry 3. třídy jsou zlatavé a tmavě modré, rudé nebo světle modré podle toho, zda je nosí důstojníci královského námořnictva, armády nebo RAF. Na levém rameni je nosí  mimo jiné vojenští  přidělenci, asistenti a pobočníci.
- Jednoduché šňůry nosí desátníci jezdectva královské gardy a kapelník dragounských pluků na slavnostních stejnokrojích.
- Komisař městské policie má stříbrné šňůry na formálním i slavnostním oděvu.
- Komisař a zástupce komisaře londýnské policie nosí na slavnostním oděvu zlaté šňůry na pravém rameni. Někteří důstojníci této složky nosí také zlaté šňůry na levém rameni slavnostních šatů.

## Galerie

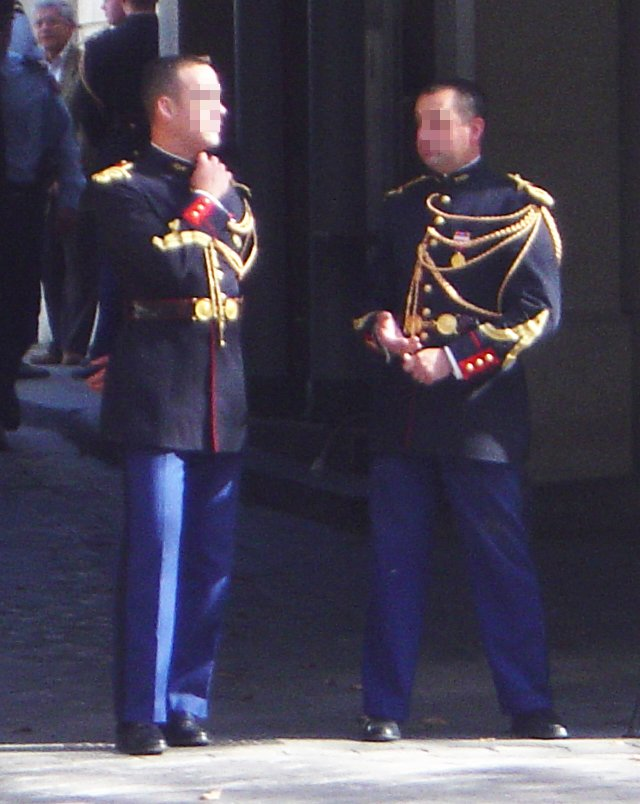
Šňůry na uniformě důstojníků Francouzské republikánské gardy
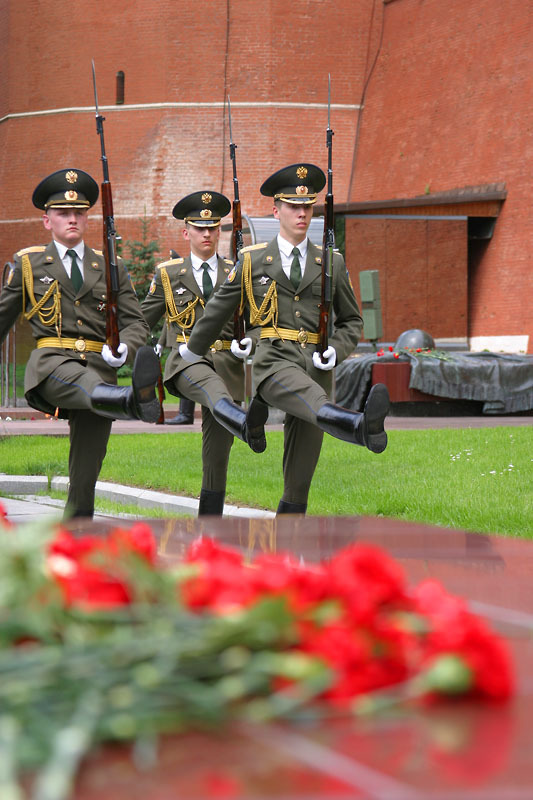
Šňůry vojáků čestné stráže u hrobu neznámého vojína v Moskvě
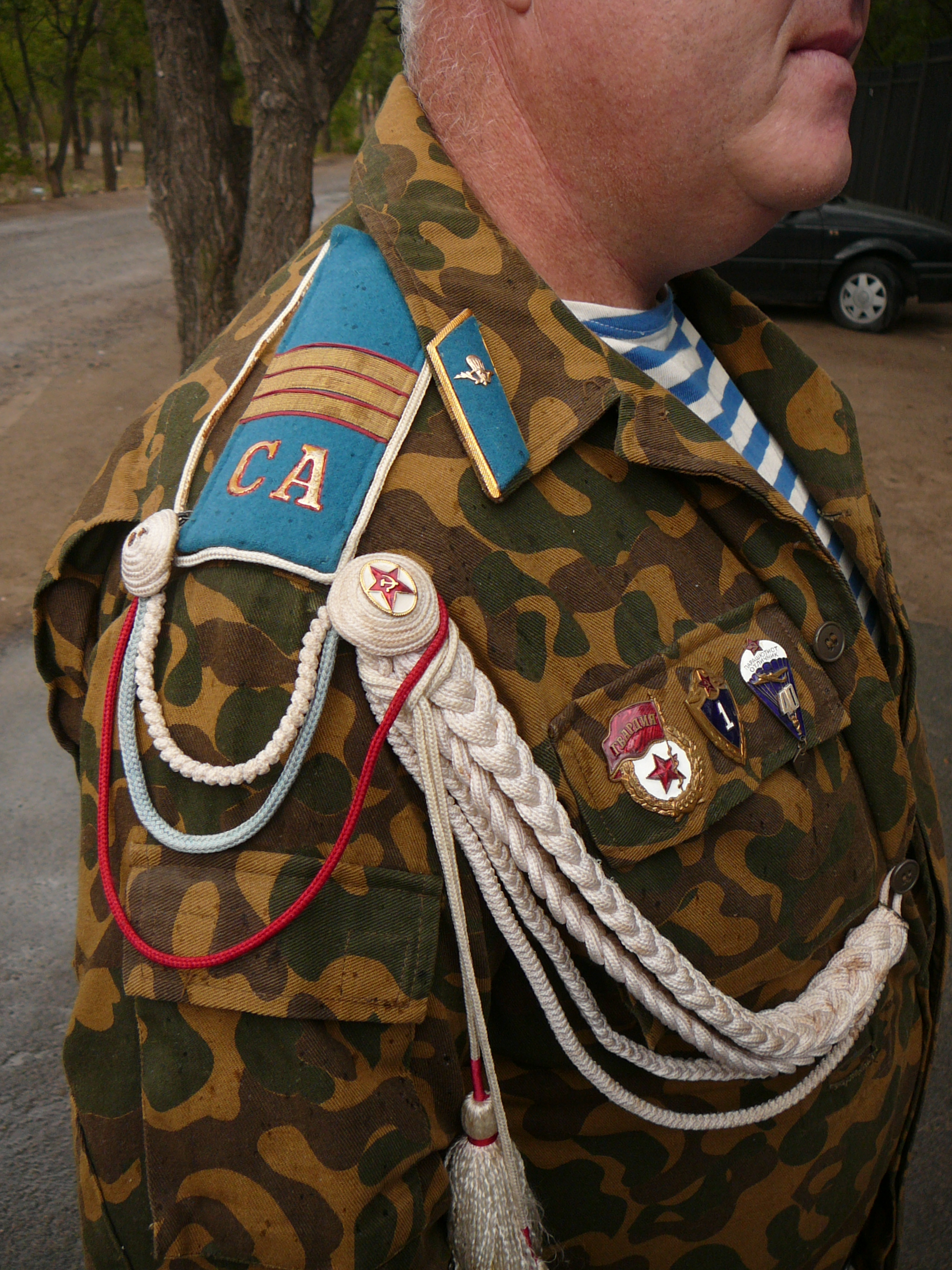
Podomácku vyrobené šňůry demobilizovaného příslušníka výsadkových jednotek SSSR. Použitá červená tkanice je z padáku
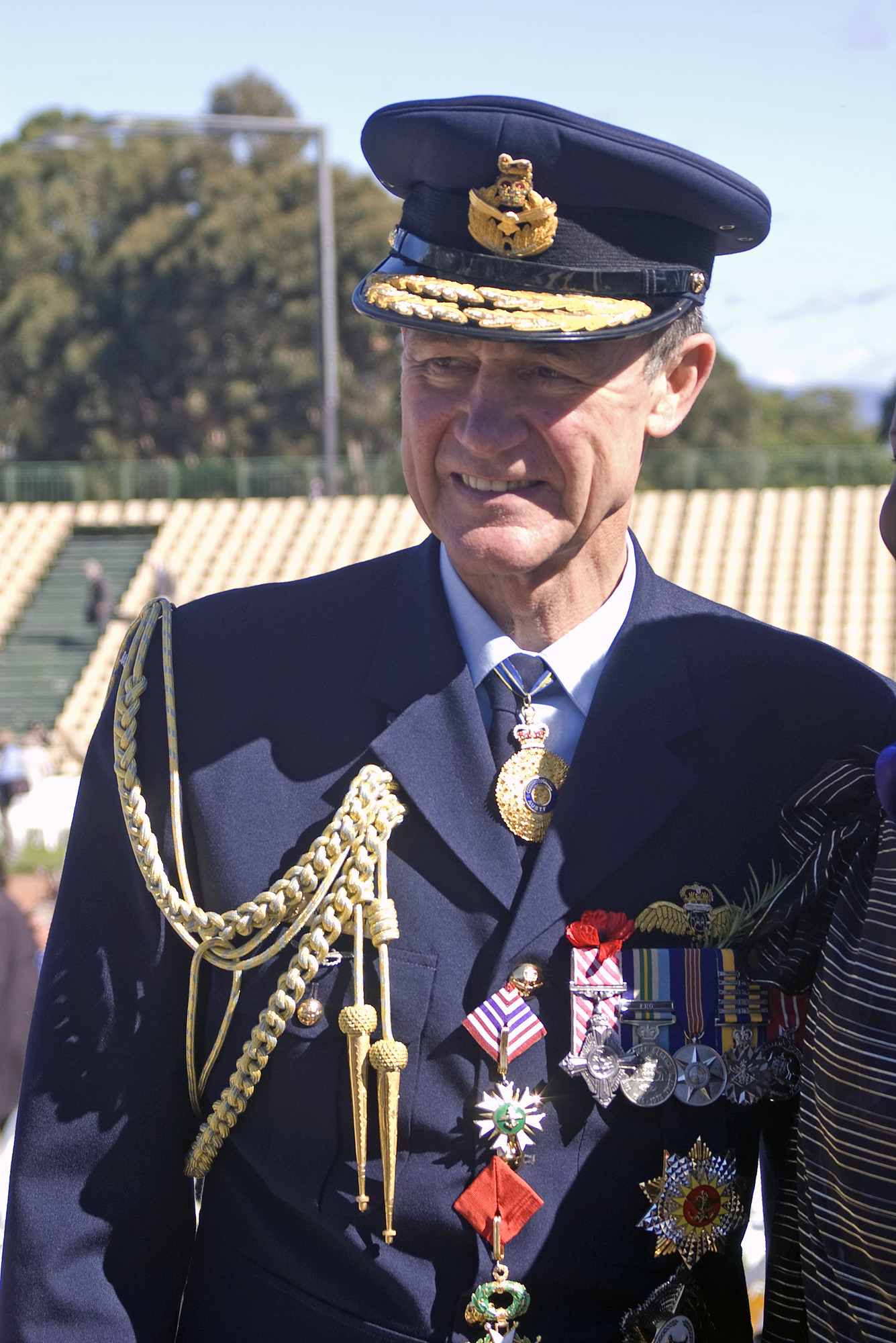
Šňůry na uniformě hlavního maršála australského letectva
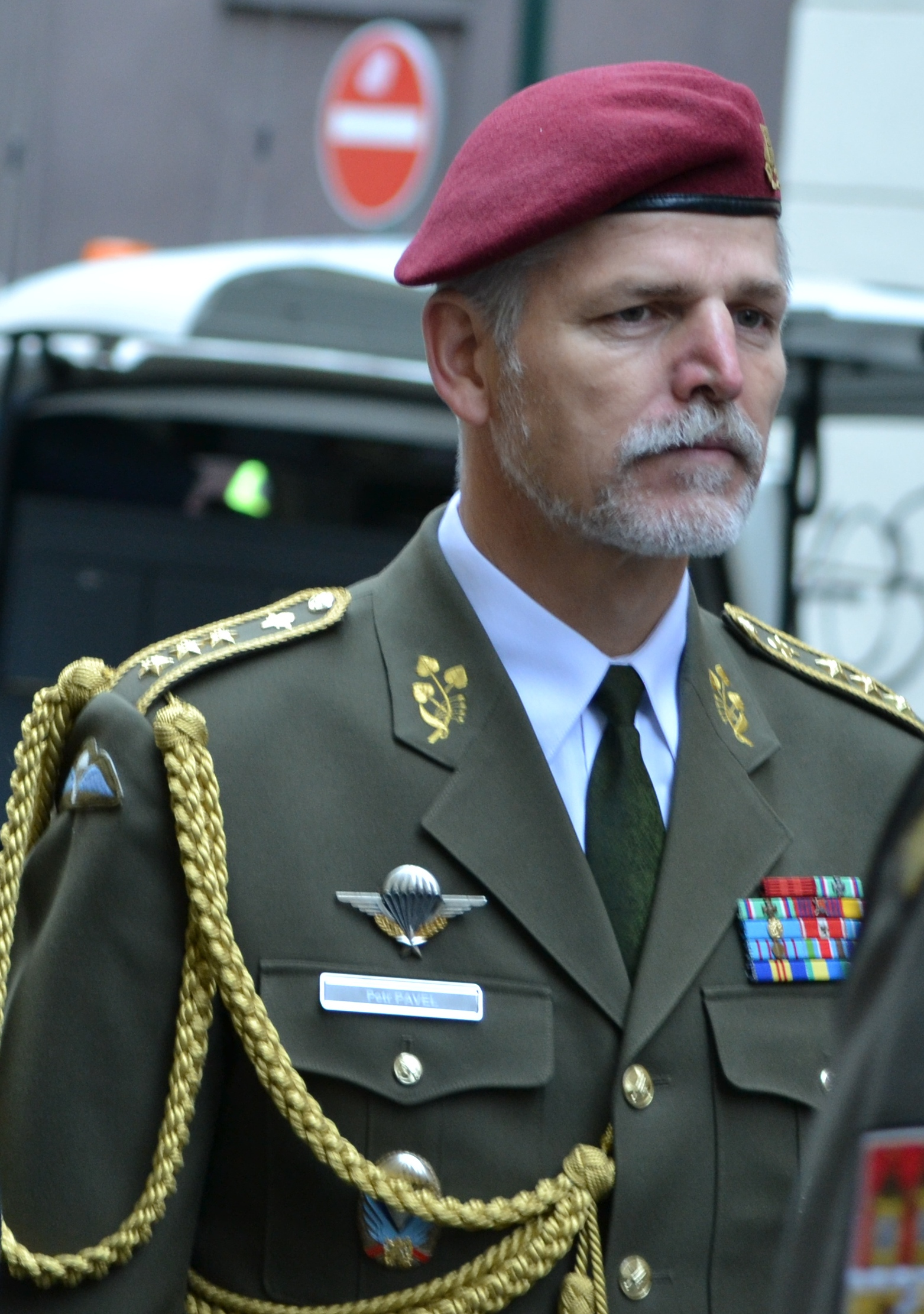
Šňůry na uniformě armádního generála Petra Pavla